# Psalisodes bistriata
Psalisodes bistriata är en fjärilsart som beskrevs av Sergius G. Kiriakoff 1962. Psalisodes bistriata ingår i släktet Psalisodes och familjen tandspinnare. Inga underarter finns listade i Catalogue of Life.